# 徐智 (成化戊戌進士)
徐智，浙江鄞縣人，明朝政治人物、進士出身。

## 生平
成化十三年（1478年）丁酉科順天府鄉試中舉。成化十四年（1478年）聯捷戊戌科進士，升任刑部员外郎。弘治四年，升任山西按察司佥事。